# イノデ属
イノデ属（いのでぞく、猪の手、Polystichum）は、オシダ科の属の一つ。

## 特徴
2016年のPteridophyte Phylogeny Group分類（PPG I）によると、Dryopteridaceae 科、 Dryopteridoideae 科のシダ 属。   
地上性で、根茎は直立するか斜めに立ち、葉身は2回羽状複生のものが多い。ほかのオシダ科の種と異なる点として、葉柄の鱗片を密につける。この特徴が猪の足に似ていることから「猪の手」の名が付いた。 
約半数の種が倍数体であり、その多くが異質倍数体であることから、交雑と倍数化がこの属の多様性に寄与していると考えられている。    

## 分布
この属には500種が存在するとされており、シダ植物ではチャセンシダ属（約660種）、Elaphoglossum（約600種）に次ぐ3番目に大きな属である。
温帯の低山から高山地域を中心に南極大陸を除く全ての大陸に野生種が分布する。最も多様性が高いのは東アジアで、中国だけで約208種、日本では35種60雑種が存在する。メキシコからブラジルまでの地域には、少なくとも100の種が追加され、アフリカ（少なくとも17種）、北米（少なくとも18種）、およびヨーロッパ（少なくとも5種）の多様性ははるかに低くなっている。 温帯および山岳熱帯地域の陸生または岩盤に生息するシダ（いくつかの種は高山地域で成長する）で、道路の切り傷、距骨斜面、小川の土手などの乱れた生息地でよく見られる。

## 下位分類
属内は大きくイノデ亜属（subgen.Polystichum)とタチデンダ亜属（subgen.Haplopolystichum)に分かれることが判明している。節のレベルについては議論されているが、2016年に葉緑体の複数遺伝子座を用いた140種の系統解析がなされている。
イノデ亜属subgen.Polystichumの主な種
- Polystichum tsus-simense ヒメカナワラビ
- Polystichum braunii ホソイノデ
- Polystichum microchlamys var.microchlamys カラクサイノデ
- Polystichum microchlamys var.azumiense アヅミイノデ
- Polystichum polyblepharon イノデ
- Polystichum retrosopaleaceum サカゲイノデ

タチデンダ亜属subgen.Haplopolystichumの主な種
- Polystichum craspedosorum ツルデンダ
- Polystichum triperon ジュウモンジシダ